# Rivière de la Corneille (rivière Coulonge)
Pour les articles homonymes, voir Corneille.
La rivière de la Corneille est un affluent de la rive nord-ouest de la rivière Coulonge. Elle coule dans le territoire non organisé du Lac-Nilgaut, situé dans la municipalité régionale de comté (MRC) de Pontiac, dans la région administrative de l'Outaouais, au Québec, au Canada.
La foresterie constitue la principale activité économique du bassin versant de la rivière de la Corneille. La surface de la rivière est généralement gelée de la mi-décembre à la mi-avril.

## Géographie

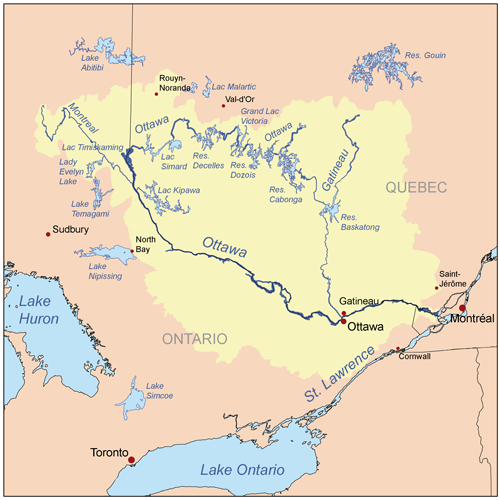
Bassin hydrographique de la rivière des Outaouais.

La rivière de la Corneille prend sa source au lac Kings (longueur : 1,6 km ; altitude : 408 m). Ce lac est situé à 0,9 km au sud-ouest d’une baie du lac Kondiaronk, soit du côté sud du réservoir Cabonga.
Les bassins versants voisins de la rivière de la Corneille sont :
- côté nord : lac Kondiaronk, ruisseau Antostagan ;
- côté est : rivière Ignace, lac Delahey ;
- côté sud : ruisseau du Pin, ruisseau Ava ;
- côté ouest : lac Dryson ;
- côté nord-ouest : lac Byrd.

La rivière de la Corneille coule sur 90,8 km selon les segments suivants :
- 12,3 km vers le sud-est, en traversant deux lacs non identifiés, jusqu’à l’embouchure d’un 3e lac, soit le lac Redan (altitude : 365 m) que le courant traverse sur 1,7 km ;
- 5,4 km vers le sud, jusqu’à l’embouchure du lac Briquet (altitude : 363 km) que le courant traverse sur 4,8 km ;
- 7,7 km vers l’ouest en traversant le lac à la Carpe sur sa pleine longueur et en recueillant les eaux du ruisseau du Pin (venant du nord) ainsi que la décharge du lac Corbeille (venant du nord). Note : le lac à la Carpe et le lac Gale (s'étendant vers le sud) sont contiguës ;
- 6,7 km vers le sud, puis l’ouest, jusqu’à la décharge du lac Griffin (lequel est contiguë au lac Dubeau) que le courant traverse sur 0,9 km ;
- 5,4 km en formant une grande courbe vers le sud-est, puis vers le nord-est, jusqu’au ruisseau du Caribou (venant du nord-ouest) ;
- 2,7 km vers le sud, jusqu’au ruisseau Charlie (venant du nord-ouest) ;
- 22,8 km vers le sud, jusqu’à la décharge du lac Morris (venant de l’est) ;
- 12,0 km vers le sud, jusqu’à la décharge (venant de l’est) d’un ensemble de lacs dont Stewart, de la Roche et Philbin ;
- 10,8 km vers le sud-est, puis vers le sud, en formant plusieurs serpentins jusqu’à confluence de la Petite rivière de la Corneille (venant du sud-est) ;
- 5,0 km vers le sud (quatre zones de rapides), puis vers l'est (deux zones de rapides), et à nouveau vers le sud (trois zones de rapides), jusqu’à la confluence de la rivière[2].

La confluence de la rivière de la Corneille se situe à 1,8 km au nord du lac Bryson, à 58,6 km au nord de la rivière des Outaouais et à 82,8 km à l'ouest de la ville de Maniwaki.

## Toponymie
La corneille s’avère un oiseau résistant aux climats rigoureux du Canada. Cet oiseau migrateur est répertorié dans une grande partie de l’Amérique du Nord. Il est réputé être un oiseau dominateur sur son territoire.
Le toponyme Rivière à la Corneille a été officialisé le 5 décembre 1968 à la banque de noms de lieux de la Commission de toponymie du Québec.